# Świeszyno (gmina)
Świeszyno – gmina wiejska w województwie zachodniopomorskim, w powiecie koszalińskim. Siedzibą gminy jest wieś Świeszyno.
Według danych z 31 grudnia 2009 roku gmina miała 6028 mieszkańców.
Miejsce w województwie (na 114 gmin) pod względem powierzchni: 81, ludności: 69.
Na terenie gminy funkcjonuje lądowisko Koszalin-Zegrze Pomorskie.

## Położenie
Obszar gminy obejmuje Równinę Białogardzką, a południowa mniejsza część Pojezierze Drawskie. Najwyższy punkt na terenie gminy to Czapla Góra o wysokości 114,4 m n.p.m.
Według danych z 1 stycznia 2010 powierzchnia gminy wynosi 132,56 km². Gmina stanowi 7,9% powierzchni powiatu.
Sąsiednie gminy:
- Koszalin (powiat grodzki)
- Biesiekierz, Bobolice i Manowo (powiat koszaliński)
- Białogard i Tychowo (powiat białogardzki)

Do 31 grudnia 1998 wchodziła w skład województwa koszalińskiego.

## Demografia
Dane z 30 czerwca 2004:
| Opis                              | Ogółem | Ogółem | Kobiety | Kobiety | Mężczyźni | Mężczyźni |
| --------------------------------- | ------ | ------ | ------- | ------- | --------- | --------- |
| jednostka                         | osób   | %      | osób    | %       | osób      | %         |
| populacja                         | 5588   | 100,0  | 2829    | 50,6    | 2759      | 49,4      |
| gęstość zaludnienia (mieszk./km²) | 42,1   | 42,1   | 21,3    | 21,3    | 20,8      | 20,8      |

Gminę zamieszkuje 8,8% ludności powiatu. Największą miejscowością jest Strzekęcino – 632 mieszkańców (2006). 

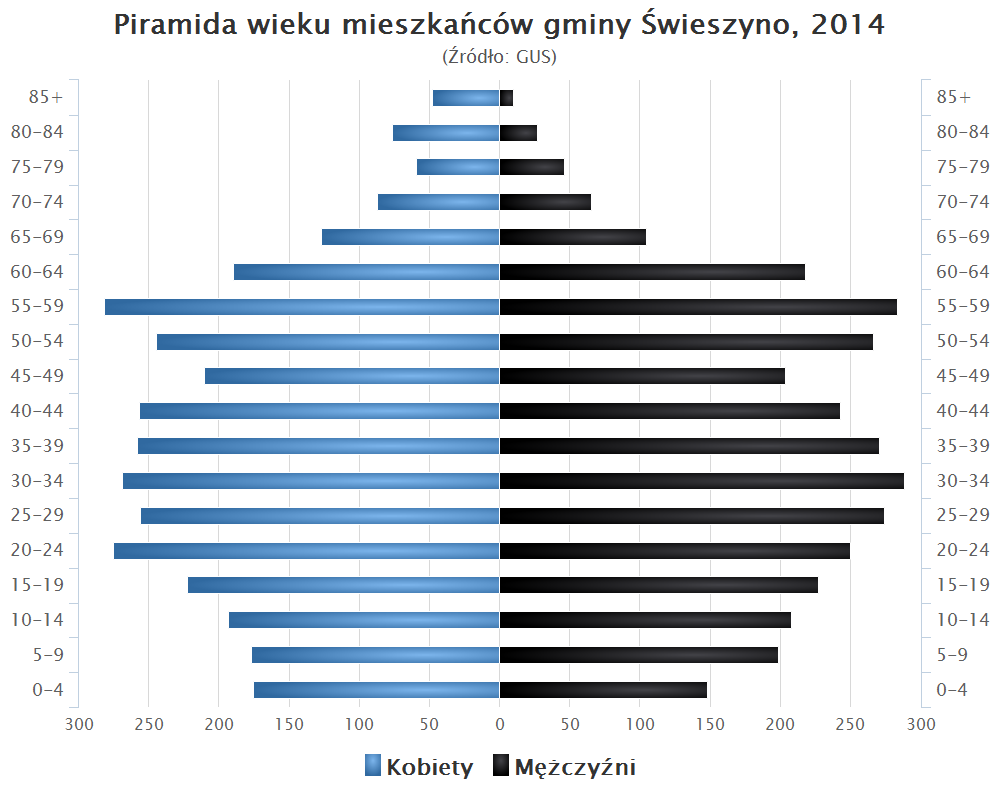
Piramida wieku mieszkańców gminy Świeszyno w 2014 roku

## Przyroda i turystyka
Gmina leży na Równinie Białogardzkiej. Przez gminę (zachodnią granicę i południową część) przepływa rzeka Radew, którą przebiega szlak kajakowy. Przez lasy położone w południowej części prowadzą szlaki turystyczne (2 po obu brzegach Radwi). Tereny leśne zajmują 34% powierzchni gminy, a użytki rolne 55%.
Świeszyno jest gminą atrakcyjną turystycznie. Występują tu duże kompleksy leśne, bogate w zwierzynę łowną i runo leśne. Turystów przyciągają trzy piękne jeziora: Hajka, Czarne i Niedalino, ciekawy, zróżnicowany krajobraz oraz malowniczo wijąca się rzeka Radew – szlak wędrowny ryb łososiowatych.
W gminie występują obszary chronionego krajobrazu interesujące ornitologiczne i botanicznie.

## Komunikacja
Przez gminę prowadzi droga wojewódzka nr 167 z Koszalina przez Świeszyno, Strzekęcino i Niedalino z Tychowem oraz nr 168 z Niedalina do Wyszewa (17 km, nr 11).
Gmina uzyskała połączenie kolejowe w 1859 r. po połączeniu Stargardu z Koszalinem, w następnych latach linię przedłużono do Gdańska. W 1988 r. odcinek z Białogardu do Koszalina został zelektryfikowany. W latach 1898–1905 zbudowano linię kolei wąskotorowej o rozstawie szyn 750 mm (zmienionym w latach 1948-1950 na 1000 mm) z Koszalina przez Kurozwęcz i Świelino do Bobolic Wąsk. W 1983 r. odcinek Bobolice Wąsk.-Świelino został zamknięty, a w 2001 pozostała część linii do Koszalina Wąsk. W gminie (na linii normalnotorowej) czynne są 2 stacje: Dunowo i Niekłonice.
W gminie czynna jest jedna placówka pocztowa: Filia Urzędu Pocztowego Koszalin 1, Świeszyno (kod pocztowy 76-024).
Na terenie gminy funkcjonuje lądowisko Koszalin-Zegrze Pomorskie, niegdyś jako wojskowe lotnisko Koszalin-Zegrze Pomorskie.

## Zabytki
W gminie Świeszyno znajduje się wiele cennych obiektów zabytkowych. Najważniejsze z nich to: park i ślady ognisk średniowiecznych oraz pozostałości grodu warownego w miejscowości Bardzlino.
Osada kultury pomorskiej z cmentarzyskiem ciałopalnym z późnego okresu lateńskiego i XV-wieczny kościół gotycki w miejscowości Konikowo. Parki w stylu angielskim w miejscowościach Mierzym i Sieranie. W miejscowości Jarzyce znajduje się także najstarszy kościół na terenie gminy, powstał na przełomie XIII i XIV wieku. Ślady ognisk późnośredniowiecznych oraz park w stylu angielskim w Zegrzu Pomorskim. Oprócz tego we wsi Niedalino znajdują się zabytkowe obiekty: młyn wodny i elektrownia wodna o zbiorniku zaporowym. Przez teren gminy przebiegają trasy ścieżek rowerowych. W miejscowości Strzekęcino znajduje się zabytkowy zespół pałacowy – pałace Biały i Bursztynowy, stanowiące jednocześnie bazę hotelową na terenie gminy.

## Administracja
W 2016 r. wykonane wydatki budżetu gminy wynosiły 26,5 mln zł, a dochody budżetu 27,6 mln zł. Zobowiązania samorządu (dług publiczny) według stanu na koniec 2016 r. wynosiły 1,2 mln zł, co stanowiło 4,2% poziomu dochodów.
Gmina Świeszyno utworzyła 10 jednostek pomocniczych, będących sołectwami.
SołectwaDunowo, Giezkowo, Konikowo, Kurozwęcz, Mierzym, Niedalino, Niekłonice, Strzekęcino, Świeszyno (wieś gminna) i Zegrze Pomorskie.

## Miejscowości
WsieDunowo, Giezkowo, Golica, Konikowo, Kurozwęcz, Mierzym, Niedalino, Niekłonice, Strzekęcino, Świeszyno (wieś gminna) i Zegrze Pomorskie
OsadyBagno, Bardzlino, Biała Kępa, Brzeźniki, Chałupy, Chłopska Kępa, Czacz, Czaple, Czersk Koszaliński, Jarzyce, Kępa Świeszyńska, Kłokęcin, Krokowo, Olszak, Sieranie, Węgorki, Wiązogóra, Włoki, Zegrzyn.